# 那須政隆
那須 政隆（なす せいりゅう、1894年（明治27年）8月15日 - 1987年（昭和62年）5月31日）は、日本の仏教学者。専門は密教。大正大学学長、同大名誉教授、智積院化主（真言宗智山派管長）及び真言宗長者。愛知県龍照院住職。

## 経歴
- 1894年、愛知県津島市生まれ
- 1918年、智山勧学院本科卒業
- 1933年、智山勧学院教授
- 1957年、大正大学学長
- 1960年、密教学芸賞受賞
- 1967年、真言宗智山派管長・総本山智積院化主
- 1969年、真言宗長者
- 1987年、遷化

## 著作
- 『五輪九字秘釈の研究』（鹿野苑・1936年）
- 『仏教精神と教育』（成田山仏教福祉教化研究会・1973年）

### 論文
- CiNii>那須政隆
- INBUDS>那須政隆